# Efemeròpters
Els efemeròpters (Ephemeroptera) són un ordre d'insectes pterigots. Les fases juvenils són aquàtiques i els adults són fràgils i delicats amb ales membranoses que no es pleguen sobre el cos, i dues o tres "cues" (cercs) en l'extremitat de l'abdomen; la seva vida en la fase adulta és molt curta (hores o dies), d'on deriva el nom del grup (en grec ephemeros significa que viu un dia). Algunes de les seves espècies es denominen vulgarment efímeres, per la mateixa raó. Es coneixen 3.240 espècies d'efemeròpters.
Abans se'ls agrupava juntament amb els odonats en la secció Palaeoptera*, grup parafilètic que inclou els insectes alats més primitius.

## Característiques
Els efemeròpters són insectes tous i fràgils. El cap és petit, amb antenes curtes i grans ulls composts, les peces bucals estan reduïdes i els adults no s'alimenten.
El tòrax posseeix el mesotòrax (el segon segment) molt més desenvolupat que el primer (protòrax) i el tercer (metatòrax), un o dos parells d'ales delicades proveïdes de nombroses venes; les ales posteriors, quan existeixen, són sempre molt menors que les anteriors; les ales no poden plegar-se sobre el cos, de manera que es mantenen en posició vertical quan l'insecte està en repòs. Les potes anteriors dels mascles són relativament llargues i les usen per a subjectar al femella durant l'aparellament; en algunes famílies les potes són vestigials.
L'abdomen consta de deu segments i posseeix dos o tres llargs cercs ("cues") en el seu extrem; els mascles posseeixen un parell de penis per a la còpula.

## Biologia i ecologia

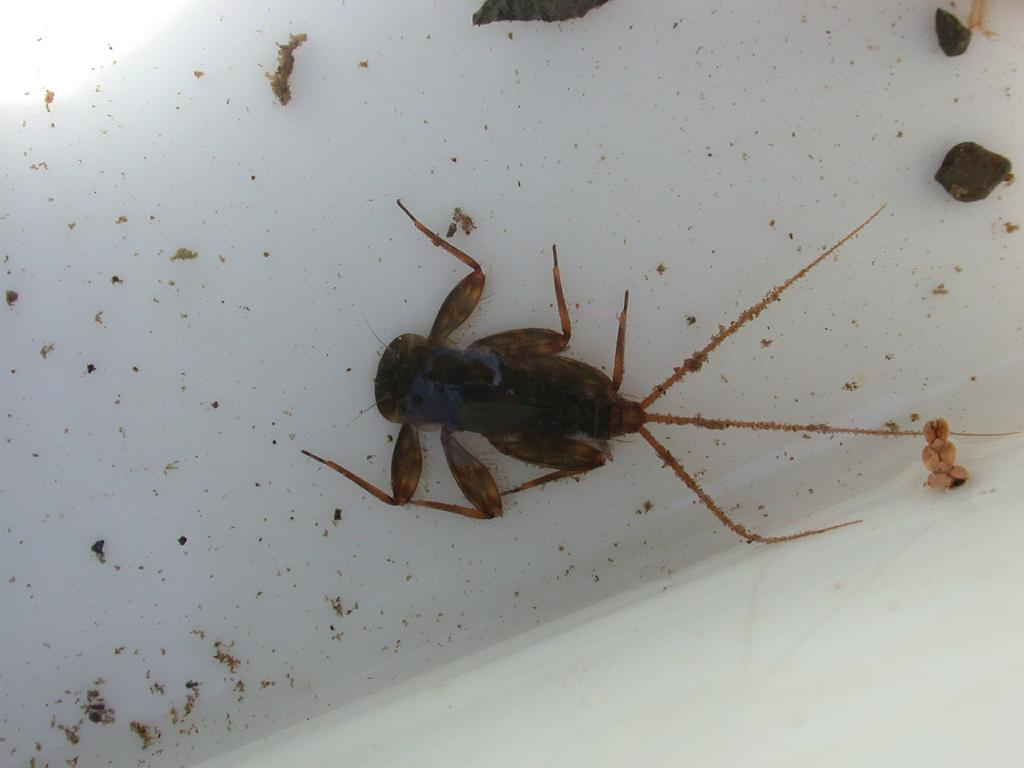
Nimfa

Els efemeròpters es reprodueixen tant sexualment com partenogenèticament; són ovípars i excepcionalment ovovivípars.
Els estadis juvenils, denominats nimfes, són totalment aquàtics, habitant especialment els cursos d'aigua, però també llacs, llacunes, basses tant d'aigua dolça com salobre. El desenvolupament nimfal és molt més llarg que la vida de l'adult. Sol durar un any, encara que en algun cas (Ephemera danica) dura dos anys, i en uns altres (en zones tropicals) es tenen dues generacions en un any, registrant-se en algun cas 27 mudes.
Són bàsicament herbívors i s'alimenten de restes vegetals i algues. Respiren mitjançant brànquies traqueals en forma de làmines situades en els costats de l'abdomen; l'oxigen es difon al seu través des de l'aigua. Les nimfes d'espècies que viuen en cursos d'aigua són arrossegades pel corrent riu avall, fenomen que es compensa pels adults, que volen riu amunt per a aparellar-se.

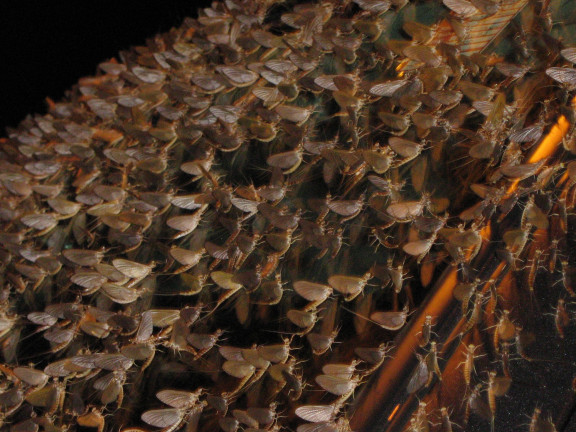
Eclosió massiva

Els efemeròpters són els únics insectes que muden després d'haver assolit la fase adulta; la nimfa aquàtica realitza la seva metamorfosis sobre l'aigua, i en sorgeix un subimago immadur que vola fins a un lloc sec on, al cap d'unes hores, torna a mudar convertint-se en l'insecte madur (imago). La vida dels adults és molt curta; moltes espècies viuen menys d'un dia: emergeixen al capvespre i al matí han mort; la seva única missió és l'aparellament i la posta dels ous; unes altres viuen fins a una setmana. L'aparellament té lloc a l'aire; els mascles realitzen vol nupcial formant eixams que es desplacen verticalment a dalt i a baix, i horitzontalment al llarg del riu; les femelles s'apropen a l'eixam i aconsegueixen que un o diversos mascles l'abandonin per a seguir-la i aparellar-se. Les femelles dipositen els ous a l'aigua, d'un en un o en tandes; algunes espècies els deixen caure mentre la sobrevolen, i unes altres penetren a l'interior, morint després de la posta. Són voladores mediocres que s'allunyen poc de l'aigua.
Amb freqüència, totes les nimfes d'una població es desclouen al mateix temps, amb el qual durant alguns dies es produeix una explosió demogràfica que ho cobreix tot amb efemeròpters. Aquest és el cas de les eclosions massives de mitjan Juny del riu Tisza, entre Sèrbia i Hongria, o les del riu Ebre prop de la seva desembocadura (Tortosa) de finals d'Agost, concretament de l'espècie Ephroron virgo. Els adults volen al capvespre en grans eixams i són atrets per la llum artificial. Es desconeix quin és el mecanisme pel qual totes les nimfes sincronitzen la seva emergència.
Habiten entre les pedres de tota mena de rius i les seves larves són aliment dels peixos. Algunes espècies viuen en zones urbanitzades i influïdes per l'home, sempre que siguin de bona qualitat. Per tant, aquests organismes solen proliferar en aigües netes, tot i que algunes espècies poden habitar aigües amb un petit grau de contaminació.

## Taxonomia
L'ordre Ephemeroptera inclouen nombroses famílies, moltes d'elles extintes, difícils d'agrupar en subordres:
- Família Acanthametropodidae
- Família Aenigmephemeridae Tshernova, 1968 †
- Família Ameletidae
- Família Ameletopsidae Edmunds, 1957
- Família Ametropodidae Bengtsson, 1913
- Família Aphelophlebodidae Pierce, 1945 †
- Família Arthropleidae Balthasar, 1937
- Família Australiphemeridae McCafferty, 1991
- Família Babidae Kluge et al., 2006 †
- Família Baetidae Leach, 1815
- Família Baetiscidae Banks, 1900
- Família Behningiidae Motas & Bacesco, 1937
- Família Bojophlebiidae Kukalova-Peck, 1985 †
- Família Caenidae Newman, 1853
- Família Coloburiscidae
- Família Ecdyoneuridae
- Família Epeoromimidae Tshernova, 1969 †
- Família Ephemerellidae Klapálek, 1909
- Família Ephemeridae Leach, 1817
- Família Ephemerythidae Gillies, 1960
- Família Euthyplociidae Lestage, 1921
- Família Fuyoidae Zhang & Kluge, 2007 †
- Família Heptageniidae Needham, 1901
- Família Hexagenitidae Lameere, 1917 †
- Família Isonychiidae
- Família Jarmilidae Demoulin, 1970 †
- Família Leptohyphidae Edmunds & Traver, 1954
- Família Leptophlebiidae Banks, 1900
- Família Lithoneuridae Sroka et al., 2015 †
- Família Litophlebiidae †
- Família Mesephemeridae Lameere, 1917 †
- Família Mesonetidae
- Família Mesoplectopteridae Demoulin, 1955 †
- Família Metretopodidae
- Família Misthodotidae Tillyard, 1932 †
- Família Neoephemeridae Traver, 1935
- Família Nesameletidae
- Família Oboriphlebiidae Hubbard & Kukalova-Peck, 1980 †
- Família Oligoneuriidae Ulmer, 1914
- Família Oniscigastridae Lameere, 1917
- Família Palingeniidae Albarda, 1888
- Família Polymitarcyidae Banks, 1900
- Família Potamanthidae Albarda, 1888
- Família Prosopistomatidae Lameere, 1917
- Família Protereismatidae Lameere, 1917 †
- Família Pseudironidae
- Família Rallidentidae
- Família Sharephemeridae Sinitshenkova, 2002 †
- Família Siphlaenigmatidae Penniket, 1962
- Família Siphlonuridae Banks, 1900
- Família Syntonopteridae Handlirsch, 1911 †
- Família Tintorinidae Krzeminski & Lombardo, 2001 †
- Família Torephemeridae Sinitshekova, 1989 †
- Família Toxodotidae Sinitshenkova & Papier, 2005 †
- Família Triassoephemeridae Sinitshenkova & Papier, 2005 †
- Família Triassomanthidae Sinitshenkova & Papier, 2005 †
- Família Tricorythidae Lestage, 1942
- Família Triplosobidae Handlirsch, 1906 †
- Família Vogesonymphidae Sinitshenkova & Papier, 2005 †
- Família Voltziaephemeridae Sinitshenkova & Papier, 2005 †